# Liste der Biografien/Weiz
Liste der Biografien |
Portal Biografien |
Personensuche
# |
A |
B |
C |
D |
E |
F |
G |
H |
I |
J |
K |
L |
M |
N |
O |
P |
Q |
R |
S |
T |
U |
V |
W |
X |
Y |
Z |
?
 
Wa |
Wc |
Wd |
We |
Wh |
Wi |
Wj |
Wl |
Wn |
Wo |
Wr |
Ws |
Wt |
Wu |
Ww |
Wy |
Wz
 
Wea |
Web |
Wec |
Wed |
Wee |
Wef |
Weg |
Weh |
Wei |
Wej |
Wek |
Wel |
Wem |
Wen |
Weo |
Wep |
Wer |
Wes |
Wet |
Weu |
Wev |
Wew |
Wex |
Wey |
Wez
 
Weia |
Weib |
Weic |
Weid |
Weie |
Weif |
Weig |
Weih |
Weij |
Weik |
Weil |
Weim |
Wein |
Weip |
Weir |
Weis |
Weit |
Weix |
Weiz
Die Liste der Biografien führt alle Personen auf, die in der deutschsprachigen Wikipedia einen Artikel haben. Dieses ist eine Teilliste mit 41 Einträgen von Personen, deren Namen mit den Buchstaben „Weiz“ beginnt.

## Weiz
- Weiz, Angelika (* 1954), deutsche Sängerin
- Weiz, Friedrich August (1739–1815), deutscher Mediziner und Chronist
- Weiz, Gerhart (1906–1983), deutscher Diplomat
- Weiz, Herbert (1924–2023), deutscher Politiker (SED), MdV, Minister für Forschung und Technik und stellvertretender Vorsitzender des Ministerrates der DDR
- Weiz, Waldemar (* 1949), deutscher Bluesmusiker und Grafiker

### Weize
- Weize, Richard (* 1945), deutscher Plattenlabelbetreiber
- Weizel, Gideon (1807–1872), deutscher Jurist und Politiker
- Weizel, Walter (1901–1982), deutscher Theoretischer Physiker und Politiker (SPD), MdL
- Weizenbaum, Joseph (1923–2008), deutsch-amerikanischer Informatiker und Gesellschaftskritiker
- Weizenberg, August (1837–1921), estnischer Bildhauer
- Weizendörfer, Susanne (* 1970), deutsche Juristin
- Weizenegger, Birgitta (* 1970), deutsche Schauspielerin
- Weizenegger, Hermann August (* 1963), deutscher Industriedesigner

### Weizm
- Weizman, Eyal (* 1970), israelischer Architekt
- Weizmann, Chaim (1874–1952), israelischer Politiker, erster Präsident IsraelsChaim Weizmann (1874–1952)

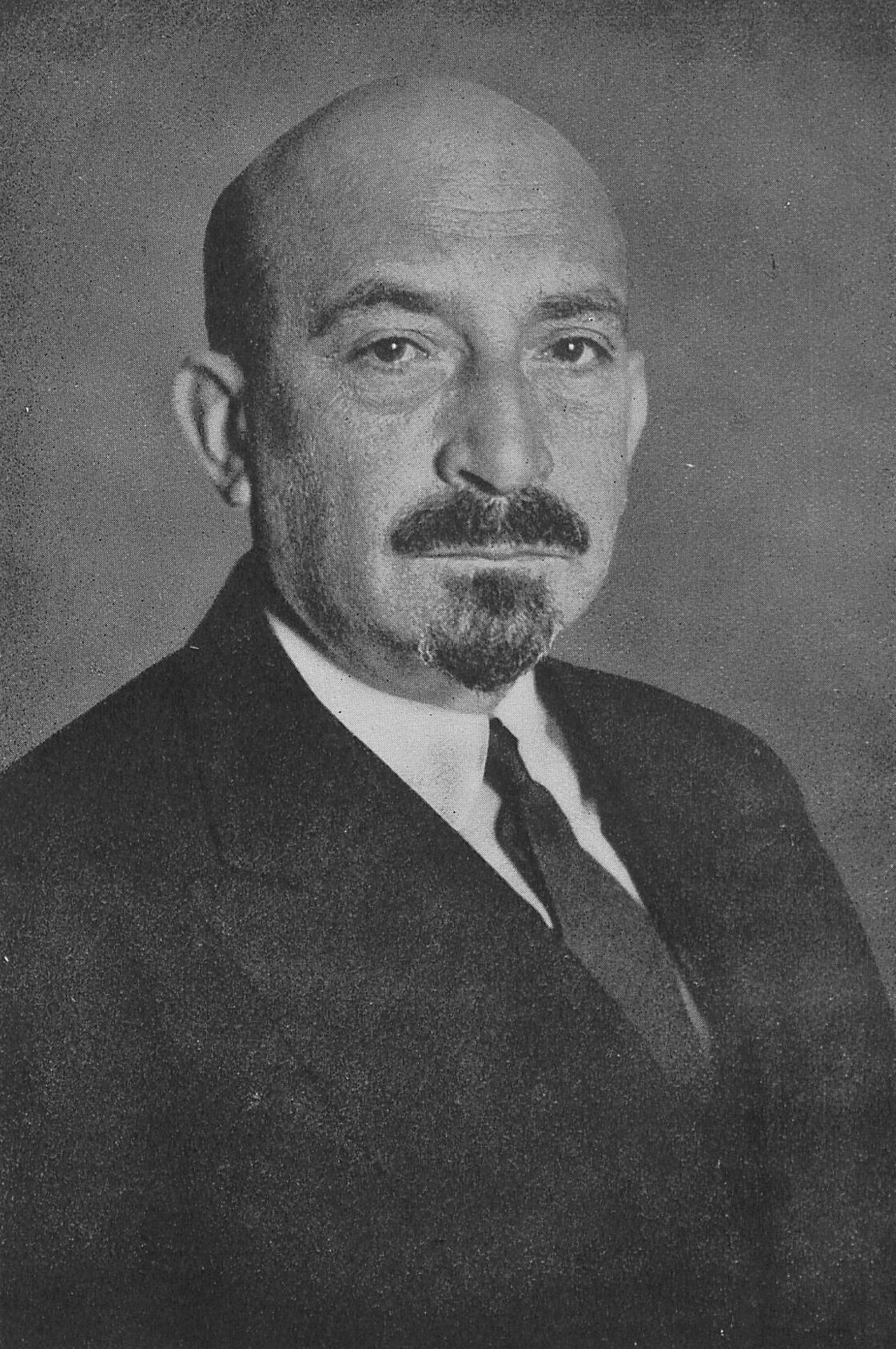
Chaim Weizmann (1874–1952)

- Weizmann, Ezer (1924–2005), israelischer Präsident
- Weizmann, Michael (* 2001), österreichischer Fußballspieler
- Weizmann, Vera (1881–1966), russisch-britisch-israelische Ärztin, zionistische Aktivistin und Ehefrau des ersten Staatspräsidenten Israels Chaim Weizmann

### Weizs
- Weizsäcker, Andreas von (1956–2008), deutscher Bildhauer und Hochschullehrer
- Weizsäcker, Beatrice von (* 1958), deutsche Juristin, Autorin und freie Journalistin
- Weizsäcker, Carl Christian von (* 1938), deutscher Volkswirt und emeritierter Professor für Volkswirtschaftslehre an der Universität zu Köln
- Weizsäcker, Carl Friedrich von (1912–2007), deutscher Physiker und Philosoph
- Weizsäcker, Carl Heinrich (1822–1899), evangelischer Theologe
- Weizsäcker, Christine von (* 1944), deutsche Biologin und Umwelt-Aktivistin
- Weizsäcker, Ernst Freiherr von (1882–1951), deutscher Marineoffizier, Diplomat und Politiker
- Weizsäcker, Ernst Ulrich von (* 1939), deutscher Naturwissenschaftler und Politiker (SPD)
- Weizsäcker, Fritz von (1960–2019), deutscher Mediziner
- Weizsäcker, Georg (* 1973), deutscher Wirtschaftswissenschaftler und Professor für Volkswirtschaftslehre an der Humboldt-Universität zu Berlin
- Weizsäcker, Heinrich (1862–1945), deutscher Kunsthistoriker und Museumsdirektor
- Weizsäcker, Heinrich Wolfgang von (* 1947), deutscher Mathematiker, Professor für Mathematik
- Weizsäcker, Jakob von (* 1970), deutscher Ökonom und Politiker (SPD), MdEP
- Weizsäcker, Johannes von (* 1973), deutscher Musiker
- Weizsäcker, Julius (1828–1889), deutscher Historiker
- Weizsäcker, Karl von (1853–1926), deutscher Politiker, der als Ministerpräsident des Königreichs Württemberg wirkte (1906–1918)
- Weizsäcker, Marianne von (* 1932), deutsche Witwe des sechsten deutschen Bundespräsidenten Richard von Weizsäcker
- Weizsäcker, Paul (1850–1917), deutscher Gymnasiallehrer, Klassischer Philologe und Archäologe
- Weizsäcker, Richard von (1920–2015), deutscher Politiker (CDU), MdA, MdB, Bundespräsident der BRD (1984–1994)Richard von Weizsäcker (1920–2015)

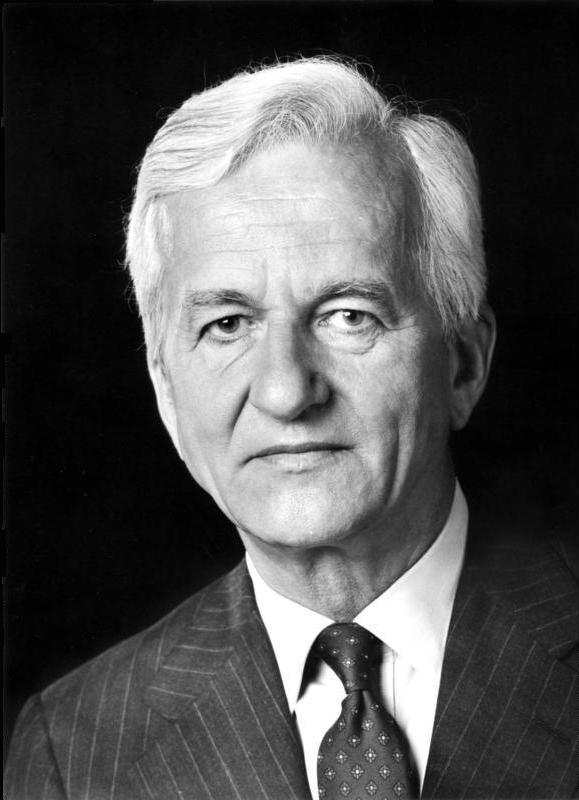
Richard von Weizsäcker (1920–2015)

- Weizsäcker, Robert K. von (* 1954), deutscher Ökonom, Professor für Volkswirtschaftslehre an der Technischen Universität München
- Weizsäcker, Theodor von (1830–1911), württembergischer Politiker und Beamter
- Weizsäcker, Viktor von (1886–1957), deutscher Mediziner
- Weizsäcker, Wilhelm (1886–1961), deutscher Jurist und Rechtshistoriker